# Ute Schneider

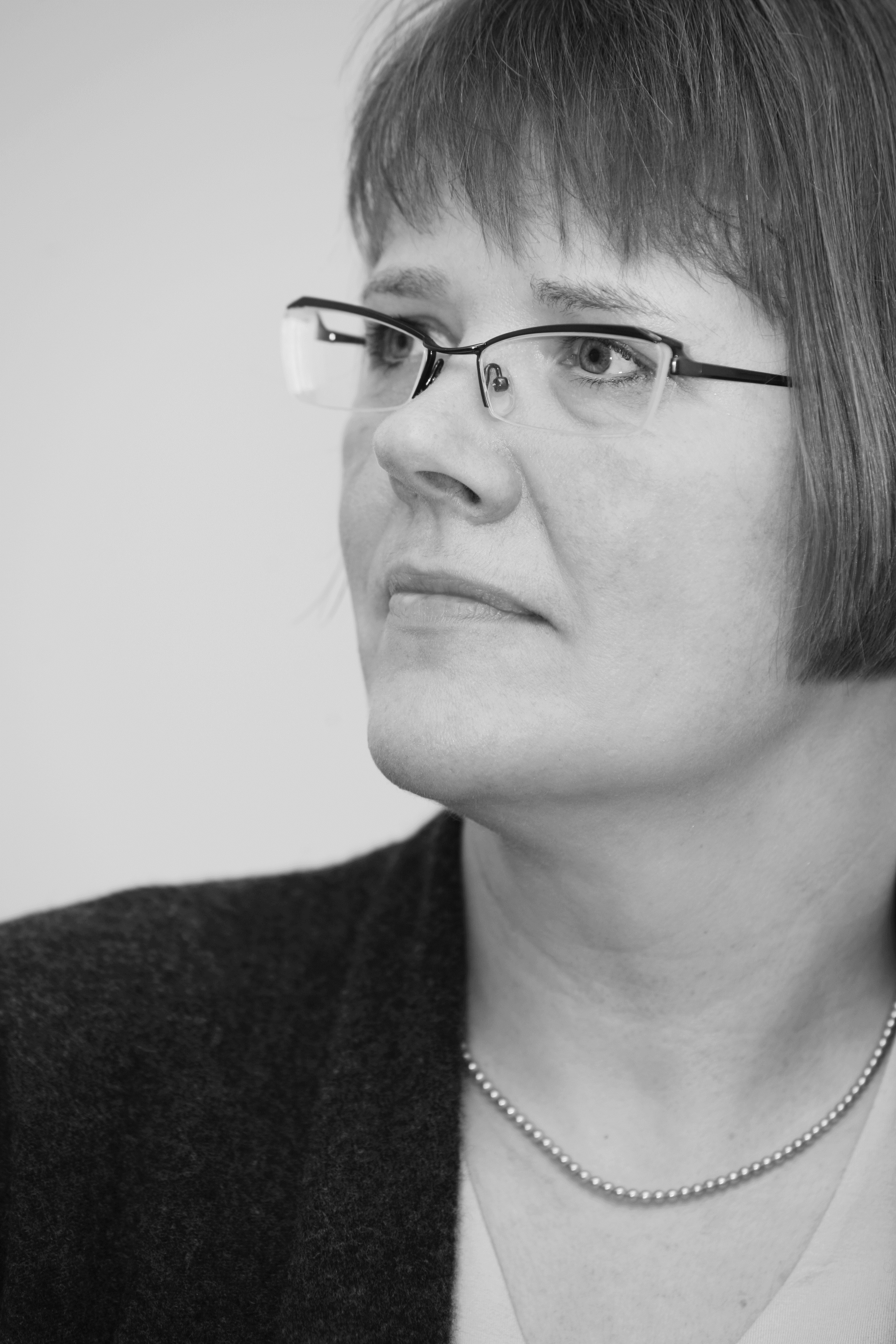
Ute Schneider (2008)

Ute Schneider (* 9. November 1960 in Bonn) ist eine deutsche Neuzeithistorikerin.

## Leben
Ute Schneider studierte von 1981 bis 1987 Neuere und Mittelalterliche Geschichte sowie Allgemeine Sprachwissenschaft an der Universität Düsseldorf. Im Jahr 1993 wurde sie an der Technischen Universität Darmstadt mit einer Untersuchung der politischen Festkultur in der Rheinprovinz im 19. Jahrhundert promoviert. Ab 1996 war Schneider dort als Hochschulassistentin am Lehrstuhl für Neuere und Neueste Geschichte tätig, und habilitierte sich 2002 über Fragen des Familienrechts in der Deutschen Demokratischen Republik. Danach arbeitete sie in Darmstadt als Hochschuldozentin und nahm verschiedene Lehrstuhlvertretungen wahr. Seit 2007 ist sie Professorin für Sozial- und Wirtschaftsgeschichte an der Universität Duisburg-Essen. Im Kollegjahr 2019/20 war Schneider Senior Fellow am Historischen Kolleg in München.
Ute Schneider wurde nach Beendigung der zehnjährigen Amtszeit des Direktors Claus Leggewie die kommissarische Leitung des Kulturwissenschaftlichen Instituts Essen ab dem 1. August 2017 übertragen, designierte Präsidentin ab April 2018 ist Julika Griem. 
Seit 2022 ist Schneider Mitglied des Wissenschaftlichen Beirats der Gerda Henkel Stiftung.

## Veröffentlichungen (Auswahl)
Monografien
- Die Macht der Karten. Eine Geschichte der Kartographie vom Mittelalter bis heute, Primus Verlag, Darmstadt 2004, 4. Auflage, Theiss, Darmstadt 2018, ISBN 978-3-8062-3704-7.
- Hausväteridylle oder sozialistische Utopie? Die Familie im Recht der DDR. Böhlau, Köln 2004.
- Politische Festkultur im 19. Jahrhundert. Die Rheinprovinz von der französischen Zeit bis zum Ende des Ersten Weltkrieges (1806–1918). Klartext, Essen 1995.

Herausgeberin
- mit Lutz Raphael: Dimensionen der Moderne. Festschrift für Christof Dipper, Peter Lang, Frankfurt 2008, ISBN 978-3-631-57298-6.
- mit Christof Dipper: Kartenwelten. Der Raum und seine Repräsentation in der Neuzeit, Primus Verlag, Darmstadt 2006, ISBN 3-89678-289-4.
- mit Stefan Brakensiek: Gerhard Mercator. Wissenschaft und Wissenstransfer. Wissenschaftliche Buchgesellschaft, Darmstadt 2015, ISBN 978-3-534-26451-3.

Aufsätze
- Wissen und Evidenz. Der Berliner Kongress und die europäischen Delimitationskommissionen, in: Michaela Bachem-Rehm, Claudia Hiepel, Henning Türk (Hrsg.): Teilungen überwinden. Europäische und internationale Geschichte im 19. und 20. Jahrhundert. Festschrift für Wilfried Loth, München 2014, S. 273–292.
- Le politique dans la cartographie, in: Gudrun Gersmann, Mareike König und Heidi Mehrkens (Hrsg.): L’espace politique en Allemagne au 19e siècle, in: Revue historique 46 (2013), S. 119–136.
- Einheit ohne Einigkeit. Der Sedantag im Kaiserreich, in: Sabine Behrenbeck, Alexander Nützenadel (Hrsg.): Inszenierungen des Nationalstaats. Politische Feiern in Italien und Deutschland seit 1860/71, Köln 2000, S. 27–44.
- War in Mind. Celebrations and War Enthusiasm in the Rhineland 1913, in: Karin Friedrich (Hrsg.): Festive Culture in Germany and Europe From the Sixteenth to the Twentieth Century, Lewiston 2000, S. 265–280.
- Der deutsche Einheitsjurist in der frühen DDR. Elitenbildung beim Aufbau der DDR-Justiz, in: Archiv für Sozialgeschichte 39 (1999), S. 235–264.